# 松尾由紀夫
松尾 由紀夫（まつお ゆきお、1952年 - 2021年 6月28日）は東京都出身の日本の作詞家。

## 経歴
- 1971年〜1981年
  - 19歳から、フリーランスの著作家として主に広告媒体の文章を書く仕事を始める。
  - 雑誌『Panoramic Mag.IS』を企画、創刊プロデュース。
  - その後、フリーランスの編集者として雑誌、単行本などの編集。

- 1982年
  - コラムニストとしての本『“雑学人間”入門』（青春出版社）を上梓。

- 1983年
  - 藤村美樹ソロ・アルバム『夢恋人』に作詞を提供。
  - 安全地帯1stアルバム『安全地帯I Remember to Remember』収録曲楽曲の大半に作詞を提供。
  - 以後、作詞提供、コンサートの構成演出、アーティスト・ブックの編集と執筆がメインの仕事になる。

- 1985年
  - HOUND DOG「ff」がヒット。

## 主な作詞提供
50音順
- 安全地帯　「ラスベガス・タイフーン」「ラン・オブ・ラック」「エイジ」「イリュージョン」「サイレント・シーン」「リターン・トゥ・フォーエバー」「冬CITY-1」「エンドレス」「アイ・ニード・ユー」
- 一世風靡セピア
- 伊藤銀次
- 上田正樹
- 江口洋介
- KAN　「WAITING SO LONG」
- 柏原芳恵
- 吉川晃司　「真夜中のストレンジャー」
- 木村一八
- 楠瀬誠志郎
- 桑名正博
- 近藤真彦
- PSY・S 　「電気とミント」「青空は天気雨」「Cubic Lovers」「Spiral Lovers」「EARTH〜木の上の方舟〜」「Angel Night〜天使のいる場所〜」「薔薇とノンフィクション」「Robot」「Wondering up and down 〜水のマージナル〜」「WARS」「ファジィな痛み」「遠い空」「引力の虹」「Kisses」「空の日」「Friends or Lovers」「夏服とスケート」「あさ〜from day to day」「ダブル・ダブル」「Moonshine」「in the Nude」「ひみつ〜perspective lovers」「青空がいっぱい」「VISION」「Blue Star」「花のように」
- 桜井幸子　「瞳はイノセント」
- 沢田研二
- 土屋昌巳
- THE東南西北
- 野口五郎
- ハイ・ファイ・セット
- HOUND DOG　「ff」
- 早見優
- 藤村美樹　「仏蘭西映画」「レディメイドの恋」「妖星傳」
- 松岡英明
- 三上博史
- 南佳孝
- 山下久美子
- 山本達彦

## アーティスト・ブック(編集/執筆)
- 『夜のピアノ』山本達彦（小学館）
- 『NIAGARA SONG BOOK 2』大瀧詠一（小学館）
- 『美少女幻想曲 銀色のハーモニカ』安田成美（徳間書店）
- 『カズヤ』木村一八（徳間書店）
- 『VISIONARE』三上博史（マガジンハウス）

## ラジオ・スクリプト
- 『ミッドナイト ポエム』浅野ゆう子（NHK-FM）
- 『OFFICIAL CLUB G.O.D.S.』三上博史（ニッポン放送）
- 『MIDNIGHT COCKTAIL』（東京コミュニケーション放送）

## 主な編集書籍
- 『ANO-ANO』宮村優子＋下森真澄（JICC出版局）
- 『ぼくがしまうま語をしゃべった頃』高橋源一郎（JICC出版局）
- 『ZOO THE CAT』柳瀬尚紀（開隆堂出版）

## 主な著作
- 『“雑学人間”入門』（青春出版社）
- 『フィラグメント 尾崎豊1965-1992』（光芒社1999年4月刊）